# Holochlora spectabilis
Holochlora spectabilis är en insektsart som först beskrevs av Walker, F. 1869.  Holochlora spectabilis ingår i släktet Holochlora och familjen vårtbitare. Inga underarter finns listade i Catalogue of Life.